# クエーカーオーツカンパニー

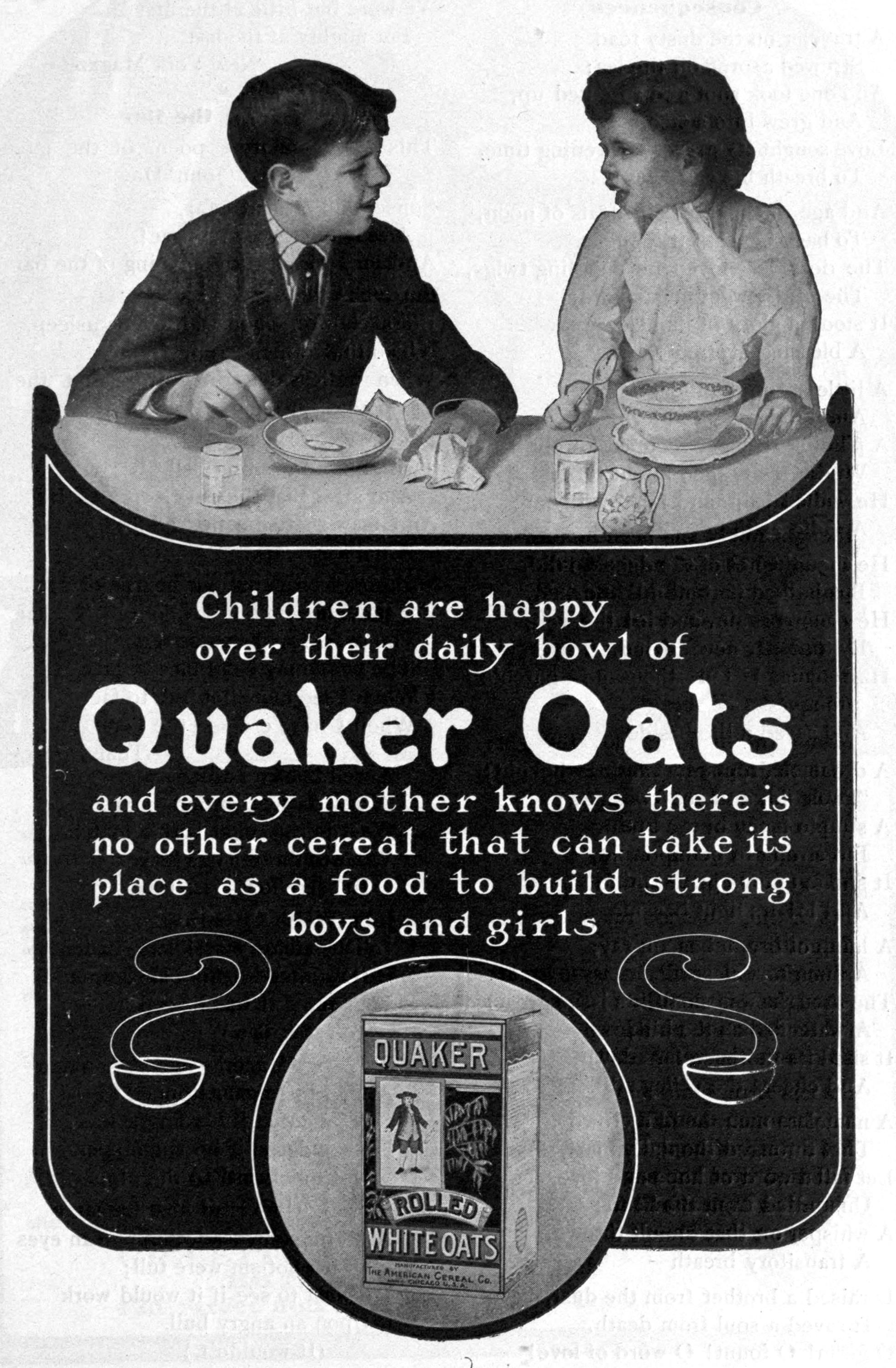
1905年の広告

クエーカーオーツカンパニー（Quaker Oats Company）は、グラノーラや朝食シリアルを製造するアメリカの企業名。本社はイリノイ州シカゴ。
1901年にオハイオ州ラヴェンナのクエーカーミルカンパニー他3つの製粉会社が合併してできた会社である。1971年の映画『夢のチョコレート工場』の製作にも協力した。2001年にはペプシコと合併して勢力を広げた。ロゴにクエーカーの男性を使用しているが、これは教義で誠実さを重んじるクエーカーを企業の象徴としたもので、キリスト友会（クエーカー）と同社とは無関係である。
持ち運びに便利なグラノーラのキャンディバーや、シリアル・バーも製造している。オートミールは煮て調理する普通のものと湯を注ぐだけで食べることができる、シナモンなどが入ったインスタントのものがあり、「Quaker Rice Cakes」（米のポン煎餅）などのスナック菓子や飲料なども製造する。
一時期日本でも雪印乳業株式会社と業務提携、雪印乳業を通じ販売していたが、2010年7月31日限りで業務提携を解消、商品販売も終了した。

## ゲーム事業への参入と撤退
1982年にゲーム会社であるU.S. Gamesを買収し、アタリのAtari2600（VCS）向けゲームソフトの開発・販売事業に異業種参入した企業となった。
クエーカーオーツカンパニーはシリアル会社であり、ゲーム制作に関しては素人だったため、1983年にU.S. Gamesが倒産するまでの短期間に14本ものVCSソフトを濫造、Towering Inferno（邦題「タワーリング・インフェルノ」）等の初期作品では大規模な広告やCM戦略、自社製品とのタイアップを実施して多くのソフトを売り上げたため、アタリショックの影響が大きくなる一因をつくった。

## 主な商品
朝食シリアル
- キャプンクランチ Cap'n Crunch
- ライフシリアル Life cereal
- クィスプ Quisp

その他の朝食用食品
- クエーカーオートミール Quaker Oatmeal
- クエーカー・インスタントオートミール Quaker Instant Oatmeal
- アーント・ジェマイマ Aunt Jemima（ホットケーキミックス及びホットケーキ用シロップ）
- クエーカー・グリッツ Quaker Grits

### U.S. Gamesとしての開発・販売タイトル
- Commando Raid
- Eggomania
- Entombed
- Gopher
- M.A.D.
- Name This Game
- Picnic
- Piece o' Cake
- Raft Rider
- Sneak n' Peek
- Space Jockey
- Squeeze Box
- Towering Inferno
- Word Zapper